# NGC 2403

إن جي سي 2403

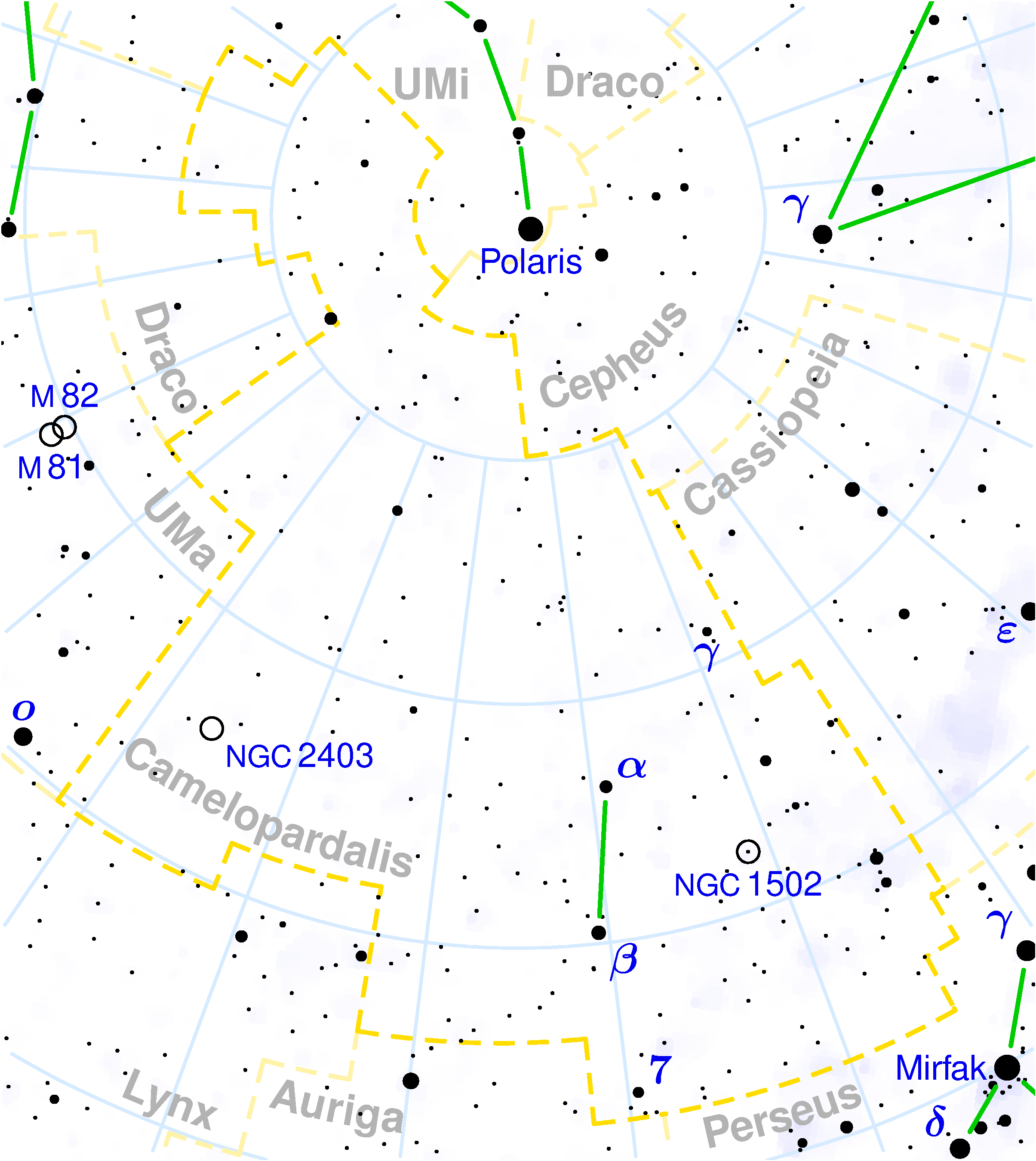
كوكبة الزرافة وموقع إن جي سي 2403

إن جي سي 2403 أو كالدويل 7 (بالإنجليزية: NGC 2403) هي مجرة حلزونية ترى في اتجاه كوكبة الزرافة. وهي تعتبر أحد أعضاء مجموعة مسييه 81.
تبعد مجرة إن جي سي 2403 عنا نحو 8 ملايين سنة ضوئية. وهي تشابه إلى حد كبير مجرة مسييه 33 حيث يبلغ قطرها نحو 50.000 سنة ضوئية، وتحتوي كل منهما على مناطق متعددة من مناطق هيدروجين II التي تنشأ فيها نجوم جديدة.
.
يوصلها ذراعها الشمالي إلى منطقة تنشأ فيها نجوم جديدة، وهي منطقة إن جي سي 2404. ويمكن مشاهدة إن جي سي 2403 بواسطة منظار مقرب صغير (10 في 50).

## مستعر أعظم
في أواخر عام 2004 نشرت أخبار عن اكتشاف مستعرين اعظمين في تلك المجرة: مستعر أعظم مخادع التي وصلت شدة لمعانها 16 في أوج نشاطها، وSN 2004dj.

## تاريخ اكتشافها

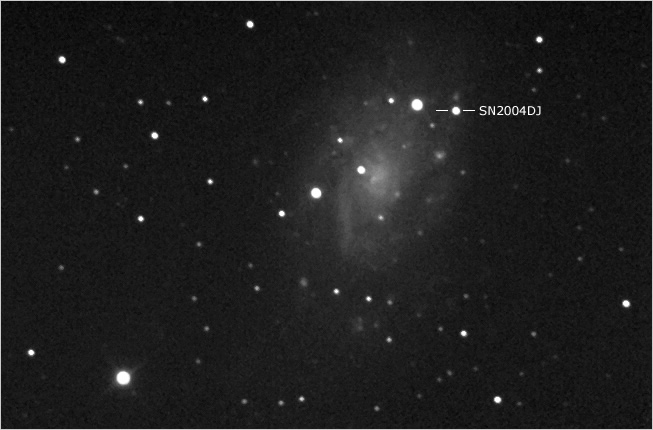
المستعر الأعظم SN2004dj

إكتشف وليام هيرشل المجرة إن جي سي 2403 في عام 1788. وبعد ذلك استخدم العالم الفلكي آلن سانديغ تلسكوب هيل وأكتشف متغيرات قيفاوي في المجرة NGC 2403، حيث كانت أول مجرة خارج المجموعة المحلية ترى فيها متغير قيفاوي  واستطاع تعيين المسافة بينها وبين الأرض بنحو 8.000 سنة ضوئية.
ولكن الرصد الحديث استطاع تعيين بعدها عنا بأنها على مسافة 8 ملايين سنة ضوئية منا (تعادل 5و2 مليون فرسخ فلكي).

## صور أخرى

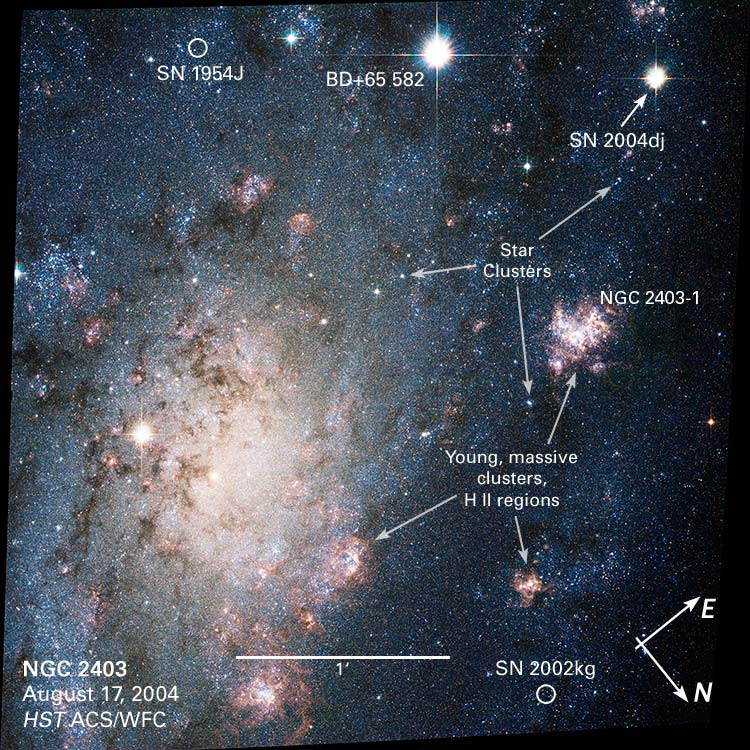
صورة تفصيلية لقطها تلسكوب هابل الفضائي
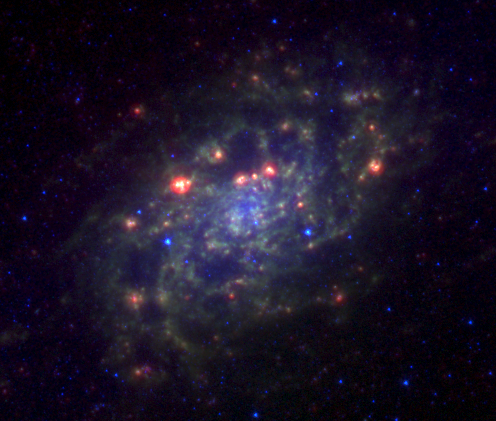
صورة للأشعة تحت الحمراء لـن NGC 2403 لقطها مقراب سبيتزر الفضائي

## اقرأ أيضا
- المجرة
- قزم أبيض
- عملاق أحمر
- الانفجار العظيم
- خط زمني للانفجار العظيم
- نجم نيوتروني
- ثقب أسود
- إن جي سي 1982
- إن جي سي 604
- إن جي سي 0051
- إن جي سي 0047
- إن جي سي 1961
- إن جي سي 1502